# L’Étang-Vergy
L’Étang-Vergy település Franciaországban, Côte-d’Or megyében. Lakosainak száma 203 fő (2022. január 1.). L’Étang-Vergy Reulle-Vergy, Messanges, Ternant, Bévy és Curtil-Vergy községekkel határos.

## Népesség
A település népességének változása:
| Lakosok száma | 176  | 163  | 150  | 201  | 198  | 213  | 213  | 208  | 205  | 203  |
|               | 1968 | 1982 | 1990 | 2006 | 2013 | 2015 | 2017 | 2019 | 2020 | 2022 |